# Leo Rafael Reif
Leo Rafael Reif Groisman (Maracaibo, Venezuela, 21 de agosto de 1950) es un ingeniero eléctrico y administrador venezolano-estadounidense. Fue Presidente del Massachusetts Institute of Technology (MIT), sucediendo a Susan Hockfield el 2 de julio de 2012, cargo que ocupó hasta enero de 2023. Reif se desempeñó anteriormente en el MIT como director del Departamento de Ingeniería Eléctrica y Ciencias de la Computación y director del Laboratorio de Tecnología de Microsistemas.

## Biografía
Es uno de los cuatro hijos de un matrimonio judío oriundo de Europa del Este que emigró a Venezuela en la década de 1930 a través de Ecuador y Colombia. Su padre era fotógrafo y la familia hablaba tanto ídish como español en casa.

## Educación
Reif recibió su licenciatura en ingeniería eléctrica de la Universidad de Carabobo, Valencia, Venezuela en 1973. Luego desempeñó durante un año como profesor asistente en la Universidad Simón Bolívar en Caracas. Viajó a los Estados Unidos a cursar estudios de postgrado y obtuvo el doctorado en ingeniería eléctrica de la Universidad de Stanford en 1979. Luego pasó un año como profesor asistente visitante en el Departamento de Ingeniería Eléctrica en Stanford.

## Investigación, docencia, administración
Reif se unió a la facultad del MIT en enero de 1980 como profesor asistente de ingeniería eléctrica. Fue promovido a profesor asociado en 1983, obtuvo la tenencia en 1985 y se convirtió en profesor de tiempo completo en 1988. En la actualidad ostenta la Cátedra de Tecnologías Emergentes Masih.
Antes de su nombramiento como rector en 2005, su investigación se centró en tres dimensiones, las tecnologías de circuitos integrados y en la fabricación de la microelectrónica ambientalmente sustentable. Reif fue director de Microsistemas del MIT Technology Laboratories, entonces jefe del departamento asociado de ingeniería eléctrica en el Departamento de Ingeniería Eléctrica y Ciencias de la Computación (Ingeniería Eléctrica e Informática), el mayor departamento académico del MIT, y luego se desempeñó como jefe del departamento de Ingeniería Eléctrica e Informática en el período 2004-2005.
El doctor Reif en el 2011 trabajó en la creación de MITx, una iniciativa de educación en línea destinada tanto a ofrecer nuevas herramientas a los estudiantes del MIT como al acceso gratuito del conocimiento del MIT a estudiantes alrededor del mundo. Un año después, MIT unió esfuerzos con la Universidad de Harvard para crear la plataforma de enseñanza virtual edX, utilizada por millones de usuarios que tienen acceso así a una educación que sería de otro modo inalcanzable para la mayoría.

## Premios y reconocimientos
Reif es miembro del Instituto de Ingenieros Eléctricos y Electrónicos y es miembro de Tau Beta Pi y de la Sociedad de Electroquímica. El Semiconductor Research Corporation (SRC), le otorgó el Premio 2000 Aristóteles por "su compromiso con la experiencia educativa de los estudiantes de SRC y el impacto profundo y permanente que ha tenido en sus carreras profesionales." Por su trabajo en el desarrollo de MITx, la iniciativa del MIT en el desarrollo de cursos gratuitos en la universidad en línea disponibles para los estudiantes en cualquier lugar con conexión a Internet, que se lanzó en diciembre de 2011, recibió el Premio 2012 de Tribeca en innovación disruptiva.

## Personal
Reif y su esposa Christine Chomiuk, viven en Newton, Massachusetts, y tienen una hija, Jessica, y un hijo, Blake.